# Carolyn Becker
Pour les articles homonymes, voir Becker.
Carolyn Marie Becker est une joueuse américaine de volley-ball née le 8 novembre 1958 à Lynwood  (Californie). Elle est la sœur du joueur de volley-ball Nick Becker.

## Biographie
Carolyn Becker fait partie de l'équipe des États-Unis de volley-ball féminin médaillée d'argent aux Jeux panaméricains de 1983 à Caracas et aux Jeux olympiques d'été de 1984 à Los Angeles.